# 110 mètres haies aux Jeux olympiques d'été de 2012
Navigation
Pékin 2008 Rio 2016
L'épreuve du 110 mètres haies aux Jeux olympiques de 2012 a eu lieu les 7 et 8 août dans le Stade olympique de Londres.
Les limites de qualifications étaient de 13 s 52 (limite A) et 13 s 60 (limite B).

## Records
Avant cette compétition, les records dans cette discipline étaient les suivants :
| Record du monde  | 12 s 87 | Dayron Robles | Cuba  | 12 juin 2008 | Ostrava |
| Record olympique | 12 s 91 | Liu Xiang     | Chine | 27 août 2004 | Athènes |

## Meilleures performances de l'année 2012
Les dix coureurs les plus rapides de l'année sont, avant les Jeux (au 27 juillet 2012), les suivants. Y figurent 5 Américains, et si on ajoute les 13 s 18 de Dayron Robles, en manque de forme et légèrement blessé, 11e performeur, réussi le 27 mai à La Havane, alors Cuba est la deuxième nation représentée dans le top 11. Aries Merritt a réalisé à 3 reprises 12 s 93 (Vent : +1,2 m/s, +0,6 m/s et 0,0 m/s) depuis le 30 juin, témoignant d'une grande régularité dans la performance et faisant de lui le favori pour le titre. Notons que Liu Xiang a été gêné au dos quelques semaines avant la compétition et que Sergueï Choubenkov a réussi ses 13 s 09 avec -1,1 m/s de vent contraire, à l'inverse des quatre autres meilleurs performeurs que lui qui ont tous connu un vent favorable.
| 1  | Aries Merritt      | États-Unis | 12 s 93 | 30 juin 2012     |
| 2  | Liu Xiang          | Chine      | 12 s 97 | 19 mai 2012      |
| 3  | Jason Richardson   | États-Unis | 12 s 98 | 30 juin 2012     |
| 4  | Jeff Porter        | États-Unis | 13 s 08 | 30 juin 2012     |
| 5  | Orlando Ortega     | Cuba       | 13 s 09 | 27 mai 2012      |
| 5  | Sergueï Choubenkov | Russie     | 13 s 09 | 1er juillet 2012 |
| 7  | David Oliver       | États-Unis | 13 s 13 | 19 mai 2012      |
| 7  | Dexter Faulk       | États-Unis | 13 s 13 | 25 mai 2012      |
| 9  | Antwon Hicks       | États-Unis | 13 s 14 | 30 juin 2012     |
| 10 | Garfield Darien    | France     | 13 s 15 | 1er juillet 2012 |

## Médaillés
| Or            | Argent           | Bronze           |
| Aries Merritt | Jason Richardson | Hansle Parchment |

## Résultats

### Finale (8 août)
| Rang               | Athlète          | Nationalité     | Temps   | Notes |
| ------------------ | ---------------- | --------------- | ------- | ----- |
| Médaille d'or      | Aries Merritt    | États-Unis      | 12 s 92 | PB    |
| Médaille d'argent  | Jason Richardson | États-Unis      | 13 s 04 |       |
| Médaille de bronze | Hansle Parchment | Jamaïque        | 13 s 12 | NR    |
| 4                  | Lawrence Clarke  | Grande-Bretagne | 13 s 39 |       |
| 5                  | Ryan Brathwaite  | Barbade         | 13 s 40 |       |
| 6                  | Orlando Ortega   | Cuba            | 13 s 43 |       |
| 7                  | Lehann Fourie    | Afrique du Sud  | 13 s 53 |       |
| —-                 | Dayron Robles    | Cuba            | —       | DQ    |

### Demi-finales (8 août)

#### Demi-finale 1
| Rang | Athlète                | Nationalité       | Temps   | Notes |
| ---- | ---------------------- | ----------------- | ------- | ----- |
| 1    | Jason Richardson       | États-Unis        | 13 s 13 | Q     |
| 2    | Orlando Ortega         | Cuba              | 13 s 26 | Q     |
| 3    | Lawrence Clarke        | Grande-Bretagne   | 13 s 31 | q, PB |
| 4    | Adrien Deghelt         | Belgique          | 13 s 42 | PB    |
| 5    | Garfield Darien        | France            | 13 s 48 |       |
| 6    | Wayne Davis            | Trinité-et-Tobago | 13 s 49 |       |
| 7    | Konstadínos Douvalídis | Grèce             | 13 s 77 |       |
| -    | Gregory Sedoc          | Pays-Bas          | —       | DNF   |

#### Demi-finale 2
| Rang | Athlète             | Nationalité     | Temps   | Notes |
| ---- | ------------------- | --------------- | ------- | ----- |
| 1    | Aries Merritt       | États-Unis      | 12 s 94 | Q     |
| 2    | Ryan Brathwaite     | Barbade         | 13 s 23 | Q, SB |
| 3    | Xie Wenjun          | Chine           | 13 s 34 | PB    |
| 4    | Andy Turner         | Grande-Bretagne | 13 s 42 |       |
| 5    | Selim Nurudeen      | Nigeria         | 13 s 55 |       |
| 6    | Dimitri Bascou      | France          | 13 s 55 |       |
| 7    | Paulo Villar        | Colombie        | 13 s 63 |       |
| 8    | Konstantin Shabanov | Russie          | 13 s 65 |       |
| -    | Richard Phillips    | Jamaïque        | —       | DNF   |

#### Demi-finale 3
| Rang | Athlète            | Nationalité    | Temps   | Notes |
| ---- | ------------------ | -------------- | ------- | ----- |
| 1    | Dayron Robles      | Cuba           | 13 s 10 | Q, SB |
| 2    | Hansle Parchment   | Jamaïque       | 13 s 14 | Q, NR |
| 3    | Lehann Fourie      | Afrique du Sud | 13 s 28 | q, PB |
| 4    | Emanuele Abate     | Italie         | 13 s 35 |       |
| 5    | Jeff Porter        | États-Unis     | 13 s 41 |       |
| 6    | Sergueï Choubenkov | Russie         | 13 s 41 |       |
| 7    | Maksim Lynsha      | Biélorussie    | 13 s 45 | PB    |
| 8    | Ladji Doucouré     | France         | 13 s 74 |       |

### Séries (7 août)

#### Série 1
| Rang | Athlète                | Pays      | Temps   | Notes |
| ---- | ---------------------- | --------- | ------- | ----- |
| 1    | Sergueï Choubenkov     | Russie    | 13 s 26 | Q     |
| 2    | Konstadínos Douvalídis | Grèce     | 13 s 40 | Q     |
| 3    | Adrien Deghelt         | Belgique  | 13 s 52 | Q     |
| 4    | Garfield Darien        | France    | 13 s 54 | q     |
| 5    | Paulo Villar           | Colombie  | 13 s 55 | q, SB |
| 6    | Matthias Bühler        | Allemagne | 13 s 68 |       |
| 7    | Shi Dongpeng           | Chine     | 13 s 78 |       |
| 8    | David Ilariani         | Géorgie   | 13 s 90 |       |

#### Série 2
| Rang | Athlète             | Pays              | Temps   | Notes |
| ---- | ------------------- | ----------------- | ------- | ----- |
| 1    | Jason Richardson    | États-Unis        | 13 s 33 | Q     |
| 2    | Lawrence Clarke     | Grande-Bretagne   | 13 s 42 | Q     |
| 3    | Maksim Lynsha       | Biélorussie       | 13 s 47 | Q, SB |
| 4    | Wayne C. Davis II   | Trinité-et-Tobago | 13 s 52 | q     |
| 5    | Andrew Riley        | Jamaïque          | 13 s 59 |       |
| 6    | João Carlos Almeida | Portugal          | 13 s 69 |       |
| 7    | Rouhollah Askari    | Iran              | 13 s 97 |       |
| 8    | Ronald Forbes       | Îles Caïmans      | 14 s 21 |       |
| NC   | Enrique Llanos      | Porto Rico        | NC      | DNF   |

#### Série 3
| Rang | Athlète             | Pays              | Temps   | Notes |
| ---- | ------------------- | ----------------- | ------- | ----- |
| 1    | Orlando Ortega      | Cuba              | 13 s 26 | Q     |
| 2    | Hansle Parchment    | Jamaïque          | 13 s 32 | Q     |
| 3    | Konstantin Shabanov | Russie            | 13 s 63 | Q     |
| 4    | Ladji Doucouré      | France            | 13 s 67 | q     |
| 5    | Mikel Thomas        | Trinité-et-Tobago | 13 s 74 |       |
| 6    | Erik Balnuweit      | Allemagne         | 13 s 77 |       |
| NC   | Andrew Pozzi        | Grande-Bretagne   | NC      | DNF   |
| NC   | Shamar Sands        | Bahamas           | NC      | DQ    |
| NC   | Ali Kamé            | Madagascar        | NC      | DQ    |

#### Série 4
| Rang | Athlète           | Pays           | Temps   | Notes |
| ---- | ----------------- | -------------- | ------- | ----- |
| 1    | Dayron Robles     | Cuba           | 13 s 33 | Q     |
| 2    | Lehann Fourie     | Afrique du Sud | 13 s 49 | Q, SB |
| 3    | Jeff Porter       | États-Unis     | 13 s 53 | Q     |
| 4    | Dimitri Bascou    | France         | 13 s 57 | q     |
| 5    | Greggmar Swift    | Barbade        | 13 s 62 |       |
| 6    | Alexander John    | Allemagne      | 13 s 67 |       |
| 7    | Fawaz Al-Shammari | Koweït         | 14 s 00 |       |
| 8    | Héctor Cotto      | Porto Rico     | 14 s 08 |       |
| 9    | Ahmad Hazer       | Liban          | 14 s 82 |       |

#### Série 5
| Rang | Athlète          | Pays       | Temps   | Notes |
| ---- | ---------------- | ---------- | ------- | ----- |
| 1    | Aries Merritt    | États-Unis | 13 s 07 | Q     |
| 2    | Ryan Brathwaite  | Barbade    | 13 s 23 | Q, SB |
| 3    | Xie Wenjun       | Chine      | 13 s 43 | Q     |
| 4    | Emanuele Abate   | Italie     | 13 s 46 | q     |
| 5    | Richard Phillips | Jamaïque   | 13 s 47 | q     |
| 6    | Dániel Kiss      | Hongrie    | 13 s 62 |       |
| 7    | Aleksey Dremin   | Russie     | 13 s 75 | SB    |
| 8    | Jeffrey Julmis   | Haïti      | 13 s 87 |       |
| 9    | Ronald Bennett   | Honduras   | 14 s 45 |       |

#### Série 6
| Rang | Athlète          | Pays            | Temps   | Notes |
| ---- | ---------------- | --------------- | ------- | ----- |
| 1    | Andy Turner      | Grande-Bretagne | 13 s 42 | Q     |
| 2    | Selim Nurudeen   | Nigeria         | 13 s 51 | Q, PB |
| 3    | Gregory Sedoc    | Pays-Bas        | 13 s 52 | Q     |
| 4    | Balázs Baji      | Hongrie         | 13 s 76 |       |
| 5    | Jackson Quiñónez | Espagne         | 13 s 76 | SB    |
| NC   | Shane Brathwaite | Barbade         | NC      | DNF   |
| NC   | Liu Xiang        | Chine           | NC      | DNF   |
| NC   | Artur Noga       | Pologne         | NC      | DNF   |
| NC   | Moussa Dembele   | Sénégal         | NC      | DQ    |

## Légende
Records et Performances
- AR : Record continental (area record)
- CR : Record des championnats (championship record)
- MR : Record du meeting (meet record)
- NR : Record national (national record)
- OR : Record olympique (olympic record)
- PR : Record paralympique (paralympic record)
- PB : Record personnel (personal best)
- SB : Meilleure performance personnelle de la saison (season's best)
- WL : Meilleure performance mondiale de l'année (world leader)
- WJR : Record du monde junior (world junior record)
- WR : Record du monde (world record)

Circonstances et Conditions
- DNF : N'a pas terminé (did not finish)
- DNS : N'a pas pris le départ (did not start)
- DQ : Disqualification (disqualification)
- NM : Aucun essai valable enregistré (No Mark)
- Q : Qualifié « directement » au prochain tour (ou à la prochaine compétition), lors d'une compétition majeure, grâce au classement ou à la réalisation des minima (automatic qualifier)
- q : Qualifié au prochain tour (ou à la prochaine compétition), lors d'une compétition majeure, grâce au repêchage ou à la réalisation de l'une des meilleures performances parmi celles des « non qualifiés directement » (grâce au meilleur temps ou à la meilleure distance par exemple) (secondary qualifier)